# Освобождение животных (движение)
Движение за освобождение животных (которое иногда также называют движением за права животных) — это международное общественное движение, зародившееся в США и других странах Запада в 1960-х — 1970-х годах, проявляющееся в форме философских дебатов, разработке законодательства и акциях прямого действия, иногда носящих противоправный характер. Участники движения стремятся положить конец глубоким моральными и правовым различиям между существами человеческой и нечеловеческой природы. Выступают за запрет рассматривать животных как чью-то собственность, запрет научных экспериментов на животных, использование их в индустрии развлечений, и их забоя для получения пищи и одежды. Движение представляет собой один из немногих примеров социальных движений, возникших благодаря сильному влиянию западных философов второй половины XX века. Некоторые представители движения могут придерживаться философских идей биоцентризма и/или экоцентризма.

## Организации и инициативы

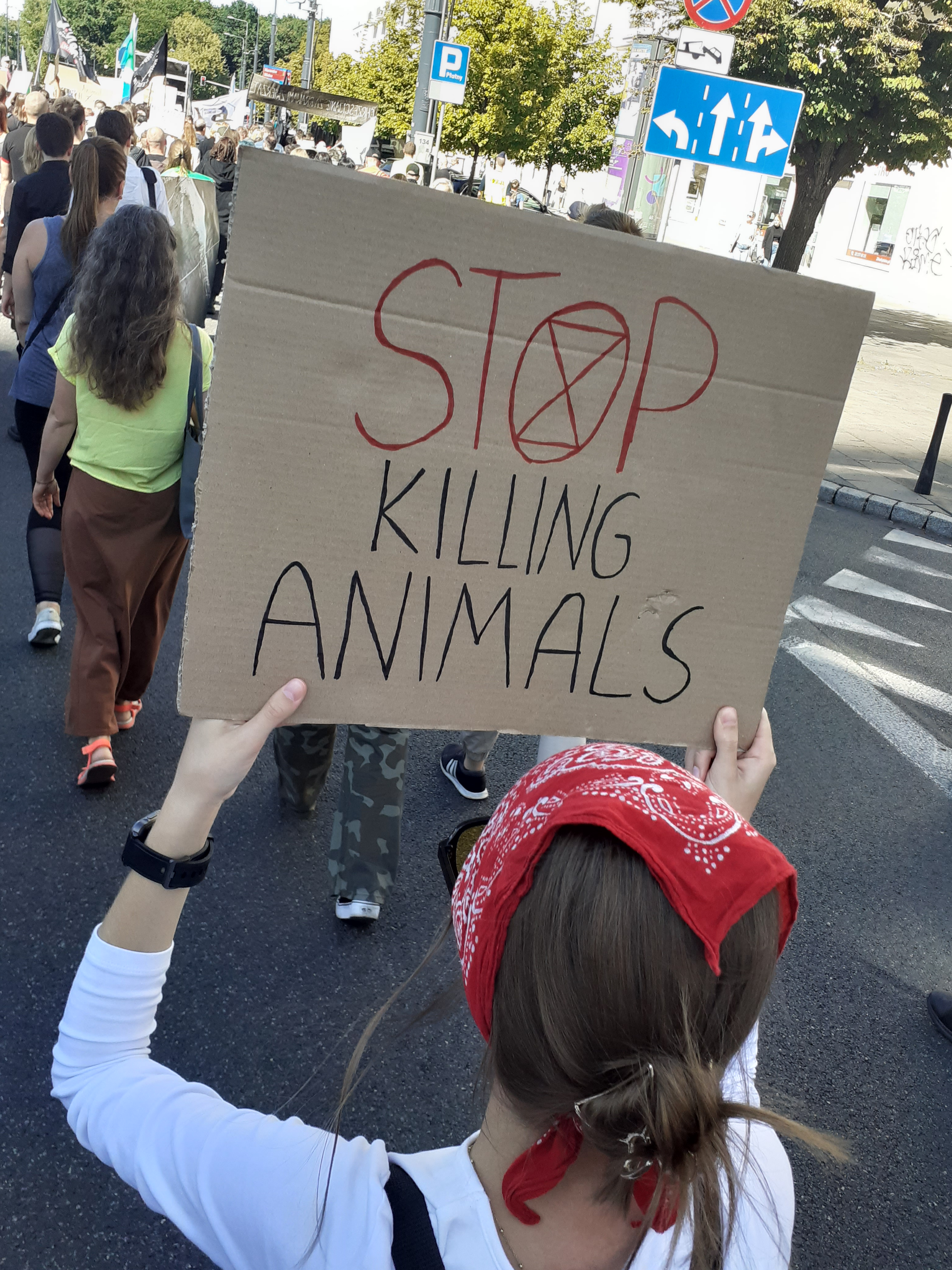

Существуют организации, выступающие против эксплуатации и убийства всех животных на мясо, мех и кожу, для научных экспериментов, ради развлечений (охота, цирки, бои и пр.). Наиболее известные из них — Люди за этичное отношение к животным (PETA), возглавляемая Ингрид Ньюкирк в США, Vegetarians International Voice for Animals (VIVA!) в Великобритании, международное движение Straight Edge, а также специализирующиеся на одном из направлений защиты прав животных, такие как Stop Huntingdon Animal Cruelty (SHAC, против экспериментов на животных), International Anti-Fur Coalition (против мехов) и другие.
Некоторые зоозащитные организации, например, проект «Большие обезьяны», выступают за частичное или полное юридическое равноправие животных и людей. Представители некоторых из них осуществляют акции прямого действия, например, совершают нападения на научные лаборатории с целью освобождения лабораторных животных.

### Россия
Согласно данным Центра защиты прав животных «Вита», основоположником движения за права животных в России является русский философ, биолог и общественный деятель Татьяна Павлова, соучредитель и директор первого в России общества по защите прав животных — Центра этичного отношения к животным, созданного в 1991 году.
Среди организаций, защищающих права животных в России — ВИТА Центр защиты прав животных и Альянс за права животных, один из представителей которого участвовал в акциях российского отделения Фронта Освобождения Животных.

## Критика
Критике подвергаются некоторые участники движения за права животных, как, например, члены «Фронта освобождения животных» за акции, противоречащие закону: уничтожение меховых ферм, нападения на научные лаборатории с последующим выпуском лабораторных животных на волю, шантаж и угрозы в адрес учёных-вивисекторов. Подобные действия расцениваются правоохранительными органами ряда стран, как экологический терроризм. В своем докладе начальник секции отдела борьбы с терроризмом Дж. Джарбо в 2006 году назвал деятельность Фронта освобождения животных и энварнменталистской организации Фронт освобождения Земли серьёзной террористической угрозой
В опубликованный ФБР список самых разыскиваемых террористов, помимо уроженцев арабских стран, включен лишь один гражданин США. В 2009 году в розыск был объявлен Даниэль Андреас Сан Диего — ортодоксальный веган и участник движения за освобождение животных, организатор двух террористических актов, направленных против биотехнологических концернов.
Движение за освобождение животных едко высмеивается в сериале «South Park»: в одной из серий сторонники движения были комически показаны как зоофилы-человеконенавистники.

## Акции прямого действия и закон
По данным ФБР США зоозащитная организация Люди за этичное обращение с животными — PETA и «Комитет врачей за ответственную медицину» (PCRM) оказывали финансовую поддержку другим зоозащитным организациям, действия которых признаны противоправными.
По данным на 2005 год, ФБР внимательно исследовало финансирование Фронта освобождения животных и энвайронменталистской организации Фронт освобождения Земли, совершавших «насильственные» действия во имя животных, со стороны частных лиц и общественных групп.
Некоторые борцы за освобождение животных осуществляют поджоги предприятий, практикующих жестокое обращение с фауной, преследуют и шантажируют сотрудников таких предприятий, похищают и выпускают на волю животных из научных лабораторий и питомников, в том числе волков и обезьян. Из крупных организаций такого плана наиболее известны Фронт освобождения животных и Фронт освобождения Земли (объединились в начале XXI века). Согласно ФБР, в США с 1990 по 2004 год активисты энвайронменталистских организаций совершили около 1200 преступных деяний.
В в последние годы в США наблюдается рост противоправной активности защитников прав животных. Dario Ringach, профессор неврологии Калифорнийского университета, занимающийся разработкой устройства для восстановления зрения, приостановил свои эксперименты на обезьянах в 2006 году после неоднократного преследования членов его семьи и нападения на дом его коллеги. По мнению профессора «они будут преследовать людей, работающих с мышами или даже дрозофилами» .
В 2010 году Министерство юстиции США после четырехлетней проверки по запросу Конгресса США классифицировало проводимые с целью «борьбы с террористической деятельностью внутри США» расследования ФБР в отношении экологических организаций и защитников прав животных, среди которых были Гринпис и PETA, как неправомочные и необснованные. В отчете также сказано, что представители ФБР предоставляли недостоверные данные и вводили Конгресс в заблуждение.